# Sahibə Qafarova
Sahibə Əli qızı Qafarova (ur. 19 marca 1955 w Şəmkirze) – azerska pedagożka i polityczka. Od 2020 roku przewodniczącą Zgromadzenia Narodowego Azerbejdżanu.

## Życiorys

### Młodość, edukacja i kariera zawodowa
Sahibə Qafarova urodziła się 19 marca 1955 w Şəmkirze, ówcześnie na terenie Azerbejdżańskiej Socjalistycznej Republiki Radzieckiej.
Ukończyła z wyróżnieniem studia na Wydziale Języka Rosyjskiego i Literatury w Azerbejdżańskim Instytucie Pedagogicznym Języka Rosyjskiego i Literatury oraz filologię angielską na Azerbejdżańskim Uniwersytecie Językowym.
W latach 1978–1981 pracowała jako nauczycielka w szkole w Şəmkirze. W latach 1981–2020 zajmowała różne pozycje dydaktyczne i zarządcze na Bakijskim Uniwersytecie Słowiańskim. Pełniła również funkcję prorektorki ds. współpracy zagranicznej. W latach 2000–2004 była dziekanką Wydziału Języków Zachodnich. W 2006 roku została stypendystką programu Fullbright na Uniwersytecie Michigan.

### Działalność polityczna
Jest członkinią Partii Nowego Azerbejdżanu. Z powodzeniem wybierana na członkinię Zgromadzenia Narodowego Azerbejdżanu czwartej, piątej, szóstej oraz siódmej kadencji. Przewodniczyła delegacji Zgromadzenia do Unii Międzyparlamentarnej.
W latach 2011–2020 była delegatką do Zgromadzenia Parlamentarnego Rady Europy (w latach 2011–2016 jako zastępczyni członka).
10 marca 2020 została wybrana na przewodniczącą Zgromadzenia Narodowego Azerbejdżanu. 23 września 2024 została ponownie wybrana na stanowisko przewodniczącej.

### Życie prywatne
Mówi w języku tureckim, języku rosyjskim i języku angielskim. Jest mężatką. Ma dwójkę dzieci.